# Tanznetz.de
tanznetz.de ist ein deutschsprachiges Internetportal für den Bereich des professionellen Bühnentanzes. Es bietet einen Überblick über die Entwicklung der internationalen Tanzwelt, publiziert täglich News, Kritiken, Themen und Termine und dient als Wegweiser zu Tanzinstitutionen, Tanzensembles, Tanzschaffenden, Tanzjournalen und Tanzwebsites weltweit.

## Geschichte
tanznetz.de wurde 1996 von Nina Hümpel, Florian Borchert, Klaus Kieser, Katja Schneider und Simone Schulte gegründet. Seit 1998 wird das Portal allein von Hümpel und Borchert geführt. Seit Februar 2007 gibt der tanznetz-Verlag mit accesstodance.de zusätzlich ein regionales Tanzportal für Bayern heraus. 2014 wurde Nina Hümpel für ihre Arbeit als Gründerin und Herausgeberin von tanznetz.de mit dem Anerkennungspreis des Deutschen Tanzpreises ausgezeichnet.

## Redaktion und Finanzierung
tanznetz.de ist eine Internet-Plattform von Tanzfachleuten, die ihre Beiträge zu diesem Portal ehrenamtlich leisten. Dahinter steht die Motivation, Tanz im deutschsprachigen Raum zu stärken, Informationen und Wissen zum Thema Tanz überregional zu verbreiten und zur Verfügung zu stellen sowie das eigene Material sinnvoll archiviert und auffindbar zu wissen. Die Kritiken auf tanznetz.de schrieben oder schreiben Kritiker wie Volkmar Draeger, Marieluise Jeitschko, Horst Koegler, Angela Reinhardt, Jochen Schmidt, Katja Schneider u. a. Der Tanzfotograf Gert Weigelt unterhält unter dem Namen weigelt web eine eigene Fotokolumne bei tanznetz.de, ebenso hat die Tanzfotografin Ursula Kaufmann einen Fotoblog auf tanznetz.de.
tanznetz.de finanziert sich ausschließlich über Werbeeinnahmen.

## Inhaltliche Ausrichtung und Struktur
tanznetz.de richtet sich an Tanzinteressierte, Tänzer, Choreografen und Pädagogen. Das Portal enthält Besprechungen, Interviews, Blogs und Reportagen sowie Terminübersichten, Informationen und Linksammlungen zu allen Bereichen des professionellen Bühnentanzes. Vorstellungstermine, Auditions, Festivals, Workshops usw. können von Veranstaltern kostenlos eingetragen werden.
Das Portal verschickt wöchentlich einen Newsletter mit aktuellen Tanzinformationen an über 10.000 registrierte Nutzer.
Seit 2009 findet man auf tanznetz.de auch die Rubrik tanznetz.tv, die Kurzfilme und Dokumentationen über Tanz archiviert und präsentiert.